# Nadleśnictwo Ustrzyki Dolne
Nadleśnictwo Ustrzyki Dolne – jednostka organizacyjna Lasów Państwowych podległa Regionalnej Dyrekcji Lasów Państwowych w Krośnie. Siedziba Nadleśnictwa znajduje się w Ustrzykach Dolnych w powiecie bieszczadzkim, w województwie podkarpackim.
Nadleśnictwo obejmuje część powiatów bieszczadzkiego i leskiego.
Nadleśnictwo prowadzi Ośrodek Hodowli Zwierzyny.

## Historia
Już w XIX w. istniały tu lasy będące własnością skarbu państwa. W 1951 w wyniku zmiany granic tutejsze lasy powróciły pod polski zarząd. Sowieci przed ich opuszczeniem prowadzili bardzo intensywną wycinkę drzew. W 1951 utworzono nadleśnictwo Jasień. W 1962 siedzibę nadleśnictwa przeniesiono do Brzegów Dolnych, a w 1994 do Ustrzyk Dolnych. W 2007 zmieniono nazwę z nadleśnictwo Brzegi Dolne na obecną.

## Ochrona przyrody
Na terenie nadleśnictwa znajduje się pięć rezerwatów przyrody:
- Bobry w Uhercach
- Buczyna w Wańkowej
- Cisy w Serednicy
- Koziniec
- Na Oratyku

oraz część Parku Krajobrazowego Gór Słonnych.
Projektowane są dwa kolejne rezerwaty przyrody:
- Moczary
- Przełom Strwiąża.

## Drzewostany
Typy siedliskowe lasów nadleśnictwa (z ich udziałem procentowym):
- las górski świeży 86%
- las wyżynny świeży 13%
- pozostałe 1%

Gatunki lasotwórcze lasów nadleśnictwa (z ich udziałem procentowym):
- jodła 27,6%
- buk 25,3%
- sosna 21,4%
- olsza szara 7%
- jawor 6%
- świerk 5,2%
- modrzew 2,4%
- brzoza 1,8%
- grab 1,4%
- jesion 0,9%
- inne gatunki 1%